# Gamma Persei
Gamma Persei (γ Persei, förkortat Gamma Per, γ Per) som är stjärnans Bayerbeteckning, är en dubbelstjärna belägen i den nordvästra delen av stjärnbilden Perseus. Den har en skenbar magnitud på 2,93 och klart synlig för blotta ögat. Baserat på parallaxmätning inom Hipparcosuppdraget på ca 13,4 mas, beräknas den befinna sig på ett avstånd av ca 243 ljusår (75 parsek) från solen. Gamma Persei är utgångspunkten för det årliga meteorregnet Perseiderna.

## Nomenklatur
Gamma Persei har, tillsammans med α Per, δ Per, ψ Per, σ Per, och η Per, kallats Perseussegmentet.

## Egenskaper
Gamma Persei är en gul till vit jättestjärna av spektralklass G8 III Den har en massa som är omkring 2,7 gånger större än solens massa och utsänder från dess fotosfär ca 113 gånger mera energi än solen vid en effektiv temperatur på ca 5 170 K. Den har en följeslagare med spektralklass av A3 V  alternativt A2 (III).
Dubbelstjärnan är en förmörkelsevariabel med en omloppsperiod på 5 329,8 dygn (14,6 år). Förmörkelsen, som observerades första gången 1990, varade då i två veckor. Under en förmörkelse passerar primärstjärnan framför följeslagaren, vilket gör att systemets magnitud minskar med 0,55.